# Gling-Gló
Gling-Gló es un álbum lanzado en 1990 por Björk Guðmundsdóttir & Tríó Guðmundar Ingólfssonar, una banda de jazz que contaba con Björk como cantante solista. La mayoría de las canciones del disco están en islandés, pero también interpretaron dos en inglés: "Ruby Baby" y "I Can't Help Loving That Man". Al igual que su primer disco solista de 1977 llamado Björk, Gling-Gló consiguió el disco platino en Islandia.

## Grabación y composición
La mayoría de las canciones fueron grabadas entre el 1 y el 3 de septiembre de 1990 en Stúdio Sýrland. "Ruby Baby" y "I Can't Help Loving that Man" se grabaron el 23 de agosto de 1990 en Ríkisútvarpið (Servicio Nacional de Radiodifusión de Islandia) para Djasskaffi, un programa de radio presentado por Ólafur Þórðarsson. Fue producido por Tómas Magnús Tómasson, el bajista de Stuðmenn.
Varias de estas canciones son covers de clásicos del jazz traducidos al islandés. Tres se cantan con un arreglo musical notablemente diferente: "Bílavísur" (originalmente "The Blacksmith Blues"), "Ég veit ei hvað skal segia" ("Ricochet Romance" de Theresa Brewer ) y "Pabbi minn" ("O Mein Papa"). "Séad sést ekki sætari mey" es una interpolación de "You Can't Get a Man with a Gun" de Irving Berlin, del musical Annie Get Your Gun.

## Lista de canciones
| N.º | Título                         | Duración |  |
| 1.  | «Gling gló»                    | 2:43     |  |
| 2.  | «Luktar-Gvendur»               | 4:03     |  |
| 3.  | «Kata rokkar»                  | 2:58     |  |
| 4.  | «Pabbi minn»                   | 2:42     |  |
| 5.  | «Brestir og brak»              | 3:20     |  |
| 6.  | «Ástartöfrar»                  | 2:46     |  |
| 7.  | «Bella símamær»                | 2:39     |  |
| 8.  | «Litli tónlistarmaðurinn»      | 3:25     |  |
| 9.  | «Það sést ekki sætari mey»     | 4:03     |  |
| 10. | «Bílavísur»                    | 2:40     |  |
| 11. | «Tondeleyo»                    | 3:33     |  |
| 12. | «Ég veit ei hvað skal segja»   | 3:05     |  |
| 13. | «Í dansi með þér»              | 2:28     |  |
| 14. | «Börnin við tjörnina»          | 2:50     |  |
| 15. | «Ruby Baby»                    | 4:06     |  |
| 16. | «I Can’t Help Loving That Man» | 3:41     |  |

## Formación
- Björk Guðmundsdóttir - voz, armónica
- Guðmundur Ingólfsson - piano, pandereta
- Þórður Högnason - bajo
- Guðmundur Steingrímsson - tambores, maracas, campanas de Navidad
- Tómas Magnús Tómasson - producción, mezcla
- Georg Magnússon - técnico (pistas 15 y 16)
- Óskar Jónasson - fotografía, portada